# Ptychorrhoe rayada
Ptychorrhoe rayada là một loài bướm đêm trong họ Geometridae.